# San Agustín Tlacotepec
San Agustín Tlacotepec è un comune del Messico, situato nello stato di Oaxaca.